# Кекелидзе, Корнелий Самсонович
Корнелий Самсонович Кекелидзе (груз. კორნელი სამსონის ძე კეკელიძე 1879 — 1962) — грузинский советский учёный-литературовед, академик АН Грузинской ССР (1941).

## Биография
Родительская семья была многодетной.
Учился в церковно-приходской школе, в 1886 году поступил в Кутаисское духовное училище, которое окончил в 1893 году.
Учился в тифлисской семинарии вместе с Иосифом Сталиным.
В 1900 году поступил и затем окончил Киевскую духовную академию со степенью кандидата богословия. Магистр богословия за работу «Литургические грузинские памятники в отечественных книгохранилищах и их научное значение» (Тифлис, 1908).
Преподавал богословие и историю христианской церкви на Тифлисских высших женских курсах. В 1916 году он был назначен ректором Духовной семинарии.
С 1904 года совершал священническое служение. Так, 12 октября 1904 года был рукоположен в сан диакона епископом Имеретинским Леонидом (Окропиридзе), а через неделю — в сан священника. В 1905 году возведен в сан протоиерея, в 1917 году награжден правом ношения митры.
В 1918 году по собственному желанию был лишен священного сана, так как считал для невозможным возглавлять кафедру в светском университете, будучи священнослужителем.

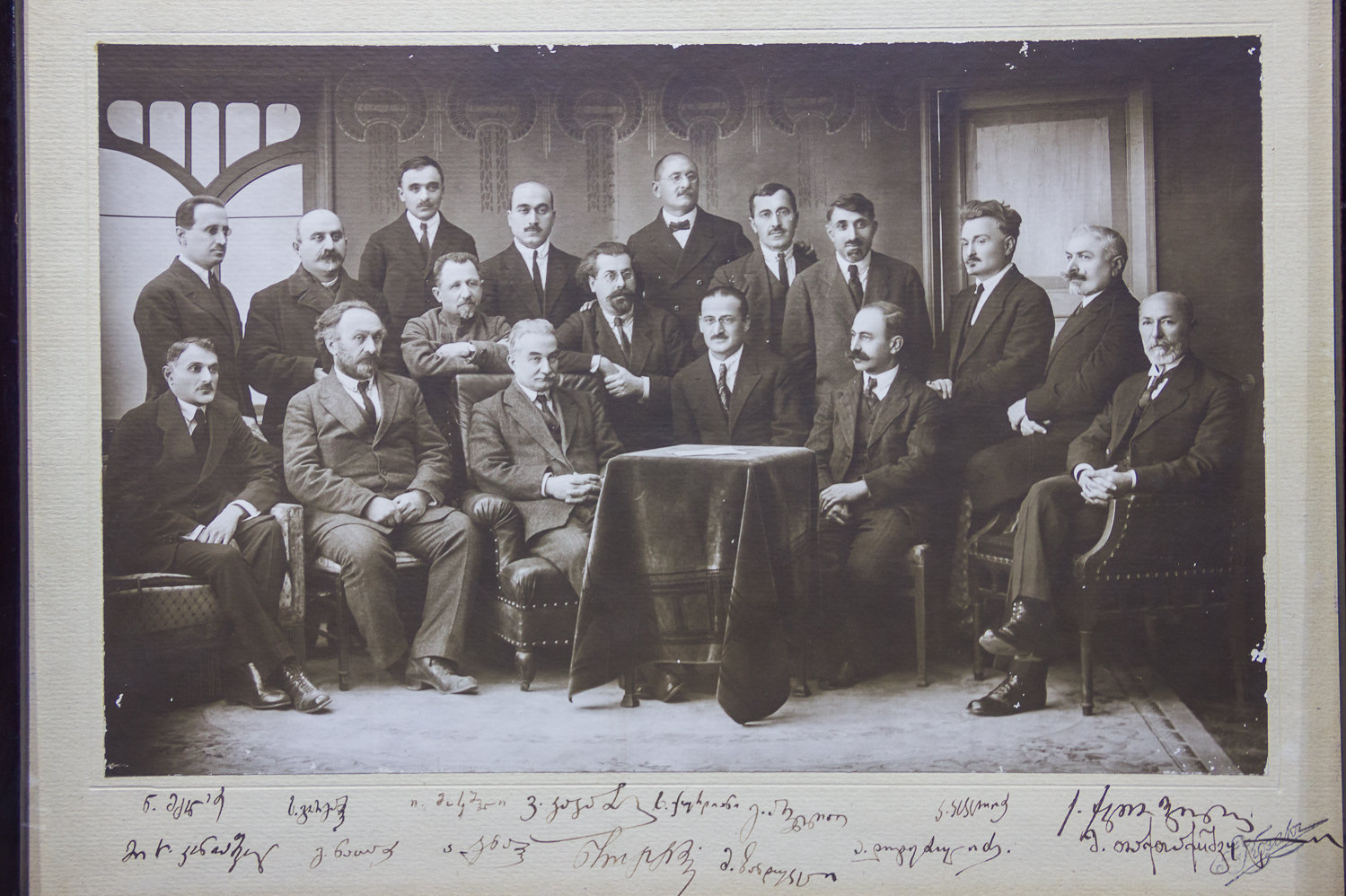
1918. Группа профессоров — основателей Тбилисского университета. Кекелидзе третий справа. В первом ряду третий слева — Иване Джавахишвили

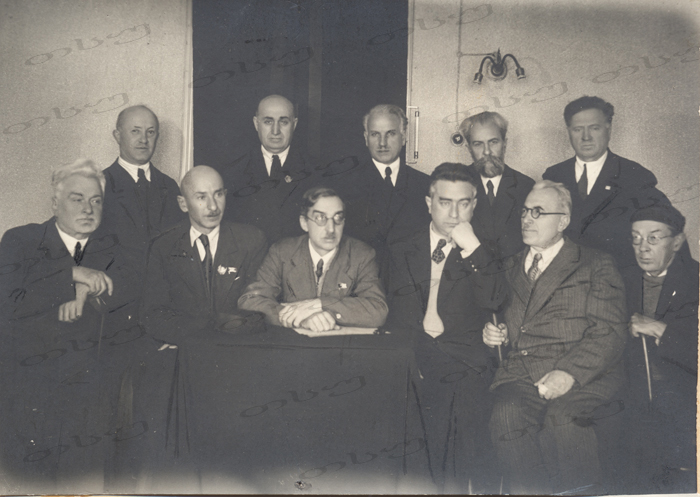
Первый президиум АН Грузинской ССР : сидят, слева направо: Корнелий Кекелидзе, Николай Кецховели, Николай Мусхелишвили (председатель), Симон Джанашиа, Георгий Ахвледиани, Филипп Зайцев; Стоят: Александр Джанелидзе, Тарас Кварацхелия, Арнольд Чикобава, Георгий Чубинашвили, Акакий Шанидзе. 1941

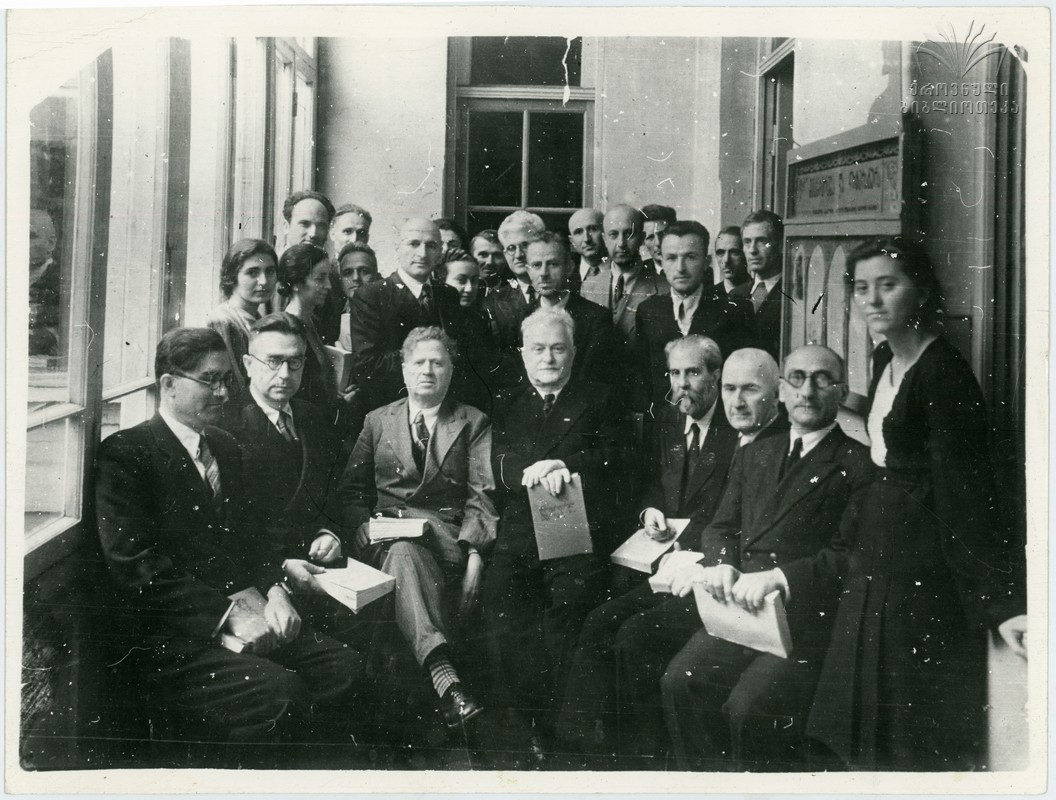
В здании Академии наук после конференции. 1945

Один из основателей Тбилисского университета (1918), преподавал в нём, профессор, заведующий кафедрой истории древней грузинской литературы (1918—1962), 1919—1925 — декан философского факультета, 1926—1930 — проректор по учебной работе.
В 1941 году при основании АН Грузинской ССР был избран её действительным членом.
В 1942—1949 годах — директор Института грузинской литературы им. Ш. Руставели
Похоронен в парке Тбилисского университета.

## Научные интересы
Опубликовал малодоступные древнегрузинские рукописи, снабдив их научными комментариями, а также памятники византийской литературы, утерянные в оригинале, но сохранившиеся в грузинских переводах.

## Награды
- орден Ленина
- орден Трудового Красного Знамени (23.10.1945)

## Семья
Был дважды женат. От первый жены имел трёх детей, второй брак был бездетным. В 1924 году 18-летний сын Кекелидзе — Александр основал подпольную партию «Свободная Грузия». Вскоре последовало разоблачение, арест и расстрел. Кекелидзе очень переживал смерть сына, сам подвергался из-за него аресту, но после выяснения непричастности к «Свободной Грузии» отпущен.